# Stichelia matronalis
Stichelia matronalis är en fjärilsart som beskrevs av Hans Ferdinand Emil Julius Stichel 1910. Stichelia matronalis ingår i släktet Stichelia och familjen Riodinidae. Inga underarter finns listade i Catalogue of Life.